# Parque Arqueológico Nacional de Tierradentro
O Parque Arqueológico Nacional de Tierradentro  localiza-se no departamento de Cauca, no sudoeste da Colômbia. O parque preserva tumbas, pinturas, estátuas e cerâmicas que representam os vestígios das civilizações que viveram por centenas de anos nos Andes. As tumbas, que datam desde o século VI ao X, estão decoradas com motivos que reproduzem a decoração das casas desse período. 
Foi declarado Património Mundial da UNESCO em 1995.

## Ligações Externas
- (em inglês) UNESCO - Parque Arqueológico Nacional de Tierradentro